# Hechthausen

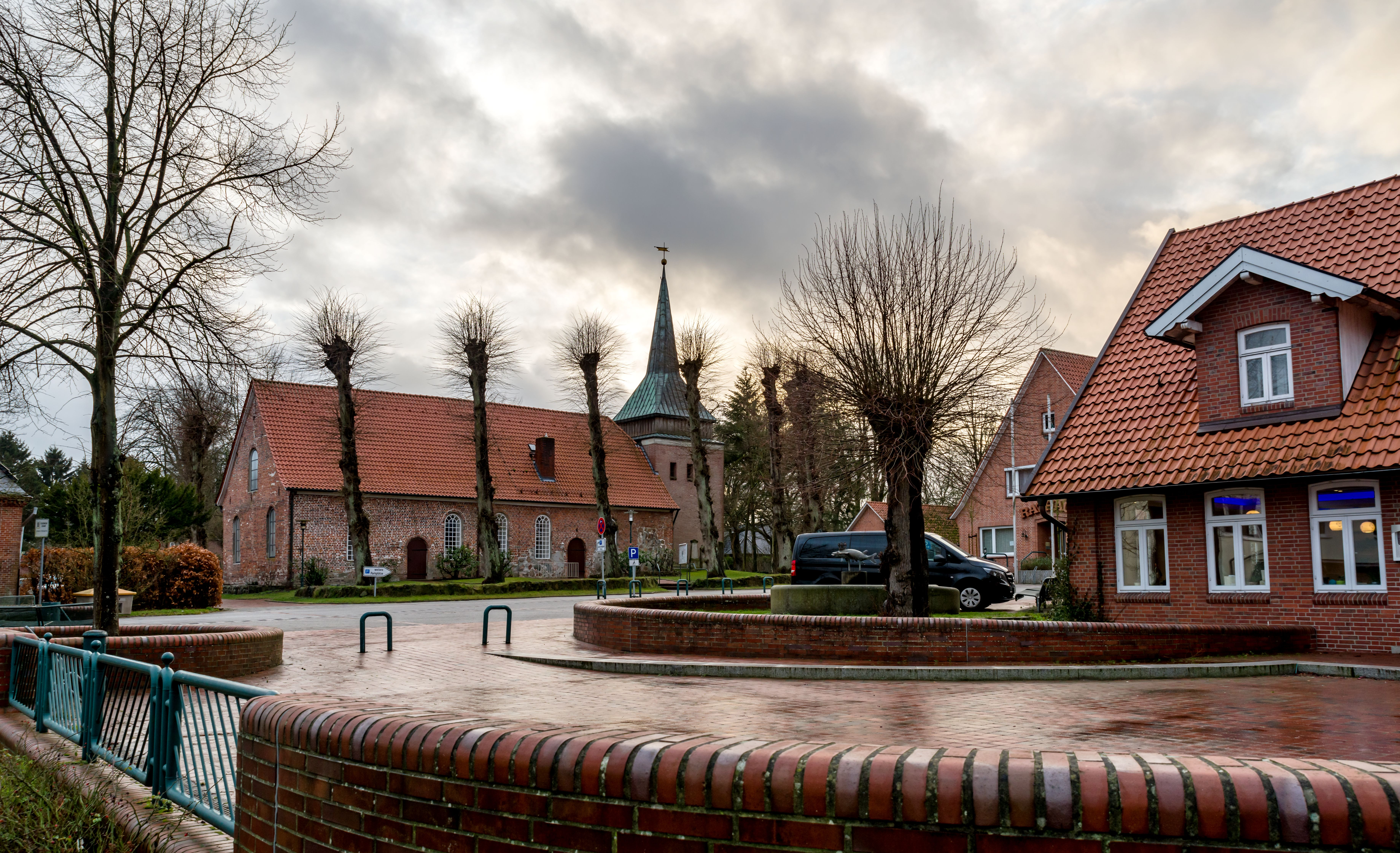
Marktplatz

Hechthausen es un municipio situado en el distrito de Cuxhaven, en el Estado federado de Baja Sajonia (Alemania). Tiene una población estimada, a fines de 2020, de 3452 habitantes
Se encuentra ubicado a poca distancia al norte de la ciudad de Bremen, al sur del mar del Norte.